# Charles-Edmond Perrin
Charles-Edmond Perrin, né à Château-Salins le 18 octobre 1887 et mort à  Paris le 13 février 1974, est un historien médiéviste français. Ami de Marc Bloch, il fut le directeur de thèse de Georges Duby et eut comme étudiant Jacques Le Goff.

## Biographie

### Années de formation
Charles-Edmond Perrin naît le 18 octobre 1887 à Château-Salins, alors en Lorraine annexée. Ayant rejoint la France pour parfaire son cursus, Charles-Edmond Perrin fait de solides études en histoire et géographie à « Normale sup», obtenant son agrégation en 1911

### Carrière universitaire
Après une thèse en histoire médiévale, Charles-Edmond Perrin enseigne à Grenoble, Strasbourg, puis Paris. Professeur à la Sorbonne, spécialiste de l'histoire rurale du Moyen Âge, Charles-Edmond Perrin devient membre de l’Académie des inscriptions et belles-lettres. Il en est élu président en 1950.
Au cours de sa carrière, il publia de nombreux travaux historiques, qui font encore aujourd’hui référence. Veuf de Julia Rougier, il s’éteint en 1974.

## Publications
- Essai sur la fortune immobilière de l'abbaye alsacienne de Marmoutier aux Xe et XIe siècles, Collection d'études sur l'histoire du droit et des institutions de l'Alsace, 1935.
- Recherches sur la seigneurie rurale en Lorraine d'après les plus anciens censiers (IXe – XIIe siècle), Publications de la Faculté des lettres de l'Université de Strasbourg, 1935.
- L’Allemagne, l'Italie et la Papauté de 1125 a 1250, 1949.
- Trois provinces de l'Est: Lorraine, Alsace, Franche-Comté, 1957.
- Seigneurie rurale en France et en Allemagne du début du IXe à la fin du XIIe siècle, 1966.

## Source
- Marot Pierre : Discours du Président, séance publique annuelle. In: ‘’Comptes-rendus des séances de l'Académie des Inscriptions et Belles-Lettres’’, 118e année, no 4, 1974. (p. 568-579)